# Gentianella sancti-mathaei
Gentianella sancti-mathaei är en gentianaväxtart som först beskrevs av Robert Crichton Foster, och fick sitt nu gällande namn av T.N. Ho och S.W. Liu. Gentianella sancti-mathaei ingår i släktet gentianellor, och familjen gentianaväxter. Inga underarter finns listade i Catalogue of Life.